# Vibrissina
Vibrissina – rodzaj muchówek z rodziny rączycowatych (Tachinidae).

## Wybrane gatunki
- V. angustifrons Shima, 1983[3]
- V. aurifrons (Curran, 1930)[2]
- V. bridwelli (Aldrich, 1931)[2]
- V. buckelli (Curran, 1926)[2]
- V. debilitata (Pandellé, 1896)[1]
- V. dolopis (Reinhard, 1958)[2]
- V. erecta (Aldrich, 1931)[2]
- V. hylotomae (Coquillett, 1898)[2]
- V. inthanon Shima, 1983[3]
- V. leibyi (Townsend, 1916)[2]
- V. mexicana (Aldrich, 1931)[2]
- V. nigriventris (Smith, 1917)[2]
- V. spinigera (Townsend, 1915)[2]
- V. texensis (Aldrich, 1931)[2]
- V. turrita (Meigen, 1824)[3]